# Raphaëlle Monod
Raphaëlle Monod-Sjöström (* 18. Januar 1969 in Annecy, Haute-Savoie) ist eine ehemalige französische Freestyle-Skierin. Sie war auf die Buckelpisten-Disziplin Moguls spezialisiert. 1989 wurde sie Weltmeisterin, zweimal holte sie Silber, unter anderem beim olympischen Demonstrationswettbewerb 1988. Im Weltcup gewann sie dreimal die Disziplinenwertung und 20 Einzelwettkämpfe.

## Biografie

### Kindheit und Jugend
Raphaëlle Monod wuchs als Einzelkind zwischen ihrem Geburtsort Annecy und dem Wintersportort La Clusaz auf. Die Sommermonate verbrachte sie mit ihren Eltern oft auf dem Segelboot. Nachdem sie bereits im Alter von einem Jahr in Österreich erstmals auf Ski gestanden war, erlernte sie ein Jahr später das Skifahren in ihrem Heimatort. Mit zwölf Jahren versuchte sie sich erstmals auf der Mur du Loup in La Clusaz, die zum damaligen Zeitpunkt längste Buckelpiste der Welt, die sie bald in 40 Sekunden bewältigen konnte. Monods Augen sind nicht dazu in der Lage, dreidimensional zu sehen, weshalb sie bereits früh eine eigene Technik entwickelte. So versuchte sie, mehr noch als andere Moguls-Athleten, besonders kontaktreich zu fahren, um unnötige Sprünge zu vermeiden.

### Sportliche Laufbahn
Monod nahm im März 1983 an den internationalen Jugendmeisterschaften in ihrem Heimatort La Clusaz teil und belegte die Ränge vier und sieben in den Disziplinen Aerials und Ballett. Ihr Debüt im Freestyle-Skiing-Weltcup gab sie 16-jährig im Dezember 1985 in Tignes, konnte sich aber weder im Ballett noch auf der Buckelpiste in den Punkterängen klassieren. In der Folge konzentrierte sie sich voll und ganz auf die Buckelpiste. Zum Auftakt der Saison 1986/87 feierte sie in Tignes ihren ersten Weltcupsieg. Im Lauf des Winters gelangen ihr in Calgary und zuhause in La Clusaz zwei weitere Siege und sie gewann erstmals die Disziplinenwertung. Dieses Niveau konnte sie in der folgenden Saison nicht halten und fiel trotz zwei Siegen auf Platz vier der Moguls-Wertung zurück. Bei den Olympischen Winterspielen in Calgary, wo die Disziplin erstmals als Demonstrationswettbewerb ausgetragen wurde, gewann sie hinter Tatjana Mittermayer und vor Conny Kissling die Silbermedaille.
1988/89 kehrte Monod mit vier Siegen an die Spitze der Moguls-Weltcupwertung zurück. Im Gesamtweltcup gelang ihr mit Rang fünf ein Karrierehoch. Am Ende der Saison setzte sie sich bei den Weltmeisterschaften am Oberjoch gegen Donna Weinbrecht durch und gewann die Goldmedaille. In den folgenden Jahren hielt sie sich mit Siegen und Podestplätzen an der Weltspitze, konnte die Disziplinenwertung aber nicht mehr gewinnen. Bei den Weltmeisterschaften in Lake Placid belegte sie als Titelverteidigerin Platz 17, bei den Olympischen Spielen in Albertville kam sie nicht über Rang acht hinaus. Ein Jahr später zog sie sich bei den Weltmeisterschaften in Altenmarkt-Zauchensee eine Knieverletzung zu.
Im Januar 1994 kehrte sie in den Weltcup zurück und klassierte sich konstant unter den besten zehn. Bei den Olympischen Spielen in Lillehammer schrammte sie als Vierte nur knapp an einer Medaille vorbei. Im Winter 1994/95 fand sie zu Alter Stärke zurück und entschied mit drei Weltcupsiegen zum ersten Mal seit sechs Jahren die Disziplinenwertung für sich. Bei den Heimweltmeisterschaften gewann sie hinter ihrer Teamkollegin Candice Gilg die Silbermedaille. Im Anschluss an die Saison beendete sie ihre aktive Laufbahn im Leistungssport.

### Weitere Karriere
Nach dem Karriereende organisierte Monod Sportveranstaltungen, arbeitete in der Kommunikation und als Trainerin für die französische Freestyle-Mannschaft. Danach wandte sich die Urgroßnichte des bekannten Naturforschers Théodore Monod ihrer Leidenschaft, der Naturkosmetik, zu. Sie produziert hochwertige Feuchtigkeitscremen, Sonnenschutzmittel und Massageöle auf biologischer Basis, die vor allem in Hotels in den Alpen aufliegen. Inspiration dazu bezog sie aus ihrer sportlichen Laufbahn, während der viele herkömmliche Produkte aufgrund der strengen Dopingkontrollen für sie nicht infrage kamen. Ihr Unternehmen ist Teil der Initiative One Percent for the Planet.
Raphaëlle Monod ist verheiratet und Mutter von drei Töchtern.

## Erfolge

### Olympische Spiele
- Calgary 1988: 2. Moguls (Demonstrationswettbewerb)
- Albertville 1992: 8. Moguls
- Lillehammer 1994: 4. Moguls

### Weltmeisterschaften
- Calgary 1988: 2. Moguls
- Oberjoch 1989: 1. Moguls
- Lake Placid 1991: 17. Moguls
- Altenmarkt-Zauchensee 1993: 8. Moguls
- La Clusaz 1995: 2. Moguls

### Weltcupwertungen
| Saison  | Gesamt | Gesamt | Moguls | Moguls |
| Saison  | Platz  | Punkte | Platz  | Punkte |
| ------- | ------ | ------ | ------ | ------ |
| 1986/87 | 7.     | 11     | 1.     | 77     |
| 1987/88 | 14.    | 9      | 4.     | 61     |
| 1988/89 | 5.     | 11     | 1.     | 77     |
| 1989/90 | 12.    | 10     | 3.     | 57     |
| 1990/91 | 14.    | 9      | 4.     | 72     |
| 1991/92 | 8.     | 10     | 3.     | 83     |
| 1992/93 | 27.    | 74     | 7.     | 664    |
| 1993/94 | 17.    | 80     | 5.     | 644    |
| 1994/95 | 7.     | 96     | 1.     | 672    |

### Weltcupsiege
Monod errang im Weltcup 44 Podestplätze, davon 20 Siege:
| Datum             | Ort                   | Land       | Disziplin |
| ----------------- | --------------------- | ---------- | --------- |
| 8. Dezember 1986  | Tignes                | Frankreich | Moguls    |
| 30. Januar 1987   | Calgary               | Kanada     | Moguls    |
| 23. März 1987     | La Clusaz             | Frankreich | Moguls    |
| 23. Januar 1988   | Breckenridge          | USA        | Moguls    |
| 10. März 1988     | La Clusaz             | Frankreich | Moguls    |
| 9. Dezember 1988  | Tignes                | Frankreich | Moguls    |
| 12. Februar 1989  | La Clusaz             | Frankreich | Moguls    |
| 11. März 1989     | Voss                  | Norwegen   | Moguls    |
| 15. Dezember 1989 | La Plagne             | Frankreich | Moguls    |
| 30. November 1990 | La Plagne             | Frankreich | Moguls    |
| 12. Dezember 1991 | Zermatt               | Schweiz    | Moguls    |
| 7. März 1992      | Madarao               | Japan      | Moguls    |
| 13. März 1992     | Altenmarkt-Zauchensee | Österreich | Moguls    |
| 9. Januar 1993    | Blackcomb             | Kanada     | Moguls    |
| 11. Februar 1993  | La Clusaz             | Frankreich | Moguls    |
| 20. Februar 1993  | Meiringen-Hasliberg   | Schweiz    | Moguls    |
| 25. Februar 1993  | La Plagne             | Frankreich | Moguls    |
| 7. Januar 1995    | Blackcomb             | Kanada     | Moguls    |
| 21. Januar 1995   | Le Relais             | Kanada     | Moguls    |
| 9. März 1995      | Hudfjället            | Schweden   | Moguls    |

### Weitere Erfolge
- 2 Europameistertitel (Moguls 1987 und 1990)